# Normanichthys crockeri
Normanichthys crockeri is een straalvinnige vissensoort uit de familie van de normanichten (Normanichthyidae). De wetenschappelijke naam van de soort is voor het eerst geldig gepubliceerd in 1937 door Clark.